# Maximum Priest EP
Albums de Squarepusher
Budakhan Mindphone
(1999) Selection Sixteen
(1999)
Maximum Priest EP est un EP de Squarepusher sorti le 16 juillet 1999 chez Warp Records.
Cet EP inclut quatre titres inédits, ainsi que trois remixes de morceaux parus sur ses albums précédents, dont deux sont signés Autechre et Wagon Christ.
On trouve notamment sur cet album le titre Decathlon Oxide, qui selon Brainwashed, est « un retour à la batterie et à la basse de Big Loada, mixées avec des éléments plus récents de sa période jazzy. » Pour Opuszine, You're Going Down « semble renier son titre agressif au premier abord, avec un léger clapotis de batterie, de xylophone, et de notes de synthé » avant d'être « violemment perturbé par une basse agressive, une caisse claire altérée et une voix proférant des menaces au téléphone. » The Rolling Stone Album Guide estime pour sa part que Squarepusher « joue du dub à rythme d'escargot. »

## Liste des titres
| 1/A1. | Song: Our Underwater Torch      |              | 6:22 |
| 2/A2. | Decathlon Oxide                 |              | 4:05 |
| 3/A3. | You're Going Down               |              | 3:35 |
| 4/A4. | Cranium Oxide                   |              | 0:32 |
| 5/B1. | Two Bass Hit (AE Mix)           | Autechre     | 4:01 |
| 6/B2. | Circular Flexing (Yee-King Mix) | Yee-King     | 5:36 |
| 7/B3. | Shin Triad (Wagon Christ Mix)   | Wagon Christ | 4:15 |
| 28:59 |                                 |              |      |